# Mistrovství Evropy ve fotbale žen 1989
Mistrovství Evropy ve fotbale žen 1989 bylo třetím ročníkem tohoto turnaje. Vítězem se stala reprezentace Západního Německa.

## Kvalifikace
Hlavní článek: Kvalifikace na Mistrovství Evropy ve fotbale žen 1989
Celkem 17 týmů bylo rozlosováno do čtyř skupin po pěti, resp. čtyřech týmech. Ve skupinách se utkal každý s každým dvoukolově (doma a venku). Vítězové jednotlivých skupin postoupili do čtvrtfinále hraného systémem doma a venku. Čtveřice vítězů postoupila na závěrečný turnaj.

## Semifinále
| 28. června 1989 |                            |        |                         |
| SRN             | 1:1 (prodl.) (4-3 pen.)    | Itálie | Leimbachstadion, Siegen |
|                 | (Report)[nedostupný zdroj] |        | Leimbachstadion, Siegen |

| 28. června 1989 |                            |         |                                 |
| Norsko          | 2:1                        | Švédsko | Nattenberg Stadion, Lüdenscheid |
|                 | (Report)[nedostupný zdroj] |         | Nattenberg Stadion, Lüdenscheid |

## O 3. místo
| 30. června 1989 |                            |        |                                         |
| Švédsko         | 2:1 (prodl.)               | Itálie | Stadion an der Bremer Brücke, Osnabrück |
|                 | (Report)[nedostupný zdroj] |        | Stadion an der Bremer Brücke, Osnabrück |

## Finále
| 2. července 1989 |                            |        |                                                        |
| SRN              | 4:1                        | Norsko | Stadion an der Bremer Brücke, Osnabrück diváci: 22 000 |
|                  | (Report)[nedostupný zdroj] |        | Stadion an der Bremer Brücke, Osnabrück diváci: 22 000 |